# Christuskirche (Berlin-Oberschöneweide)

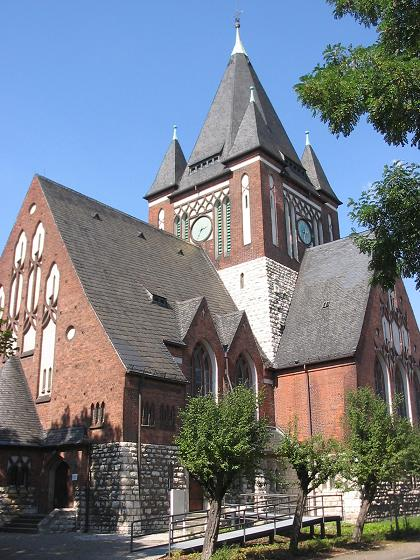
Christuskirche in Berlin-Oberschöneweide

Die Christuskirche ist eine 1908 eingeweihte evangelische Kirche in der Firlstraße im Berliner Ortsteil Oberschöneweide. Das Gebäude diente zwischen 1959 und 2001 zusätzlich als Studio für Schallplattenaufnahmen.
Kirche und Gemeindehaus stehen unter Denkmalschutz.

## Geschichte

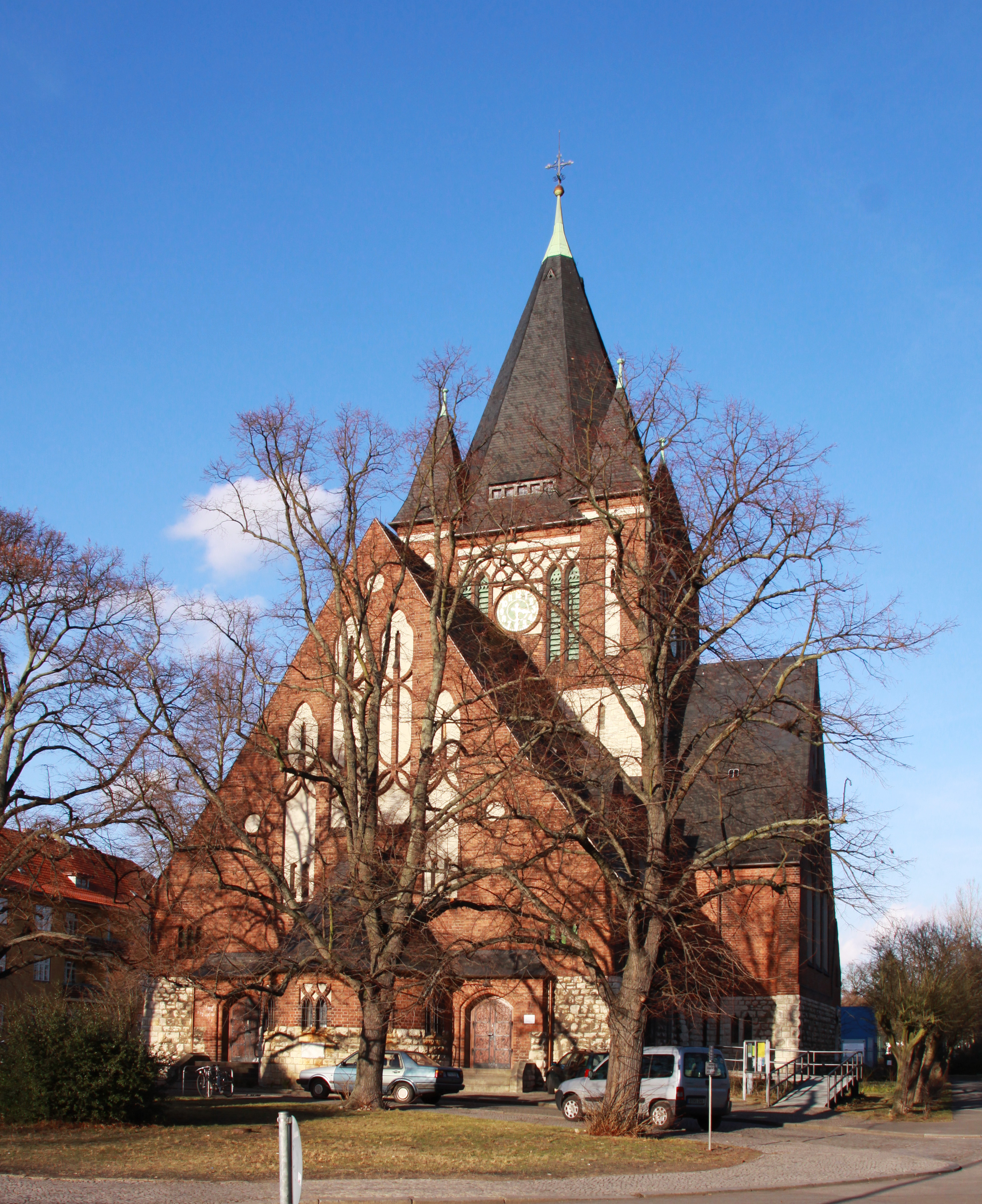
Südende mit Taufkapelle und Eingängen

Als 1898 die Landgemeinde Oberschöneweide als vormaliger Bestandteil des Gutsbezirks Köpenick eigenständig wurde, blieben die evangelischen Christen weiter der Laurentius-Gemeinde in Köpenick zugeordnet. Das schnelle Wachstum der Oberschöneweider Gemeinde (1899 bereits 803 Protestanten) führte zum Wunsch nach Selbstständigkeit und einem eigenen Kirchengebäude, um nicht länger den weiten Weg durch die Wuhlheide nach Köpenick zurücklegen zu müssen. Noch ohne ein solches Bauwerk erlangte die Gemeinde am 1. April 1900 die kirchliche Selbstständigkeit mit eigener Pfarrstelle. Die ersten Gottesdienste führte der damalige Pfarrer Reinhold Schmöcker in der Aula der Gemeindeschule in der Frischenstraße (heute Firlstraße) und in kleinen Räumen der Feuerwehr durch.
Im Herbst 1900 gründete sich ein Kirchenbauverein, der das notwendige Geld und ein Baugrundstück in der Frischenstraße beschaffen konnte. Während die benachbarte katholische Gemeinde St. Antonius 1906 die Grundsteinlegung für ihren Kirchenbau feierte, führte die evangelische Gemeinde in diesem Jahr einen Wettbewerb durch, den der Architekt Robert Leibnitz gewann. Er hatte sich bereits mit der Erlöserkirche von Jerusalem einen Namen gemacht und die Verklärungskirche in Adlershof mit konzipiert. Die Grundsteinlegung erfolgte am 5. Mai 1907, bei der Oberförster Hermann Kottmeier die Grundsteinlegungsurkunde verlas. Nach den Entwürfen Leibnitz’ wurde das 300.000 Mark (kaufkraftbereinigt in heutiger Währung: rund 2,24 Millionen Euro) teure Bauwerk von der Baufirma G. und C. Gause in anderthalb Jahren fertiggestellt.
Am 6. November 1908 weihte Kaiserin Auguste Viktoria das Gotteshaus auf den Namen Christuskirche ein. (Die Kaiserin wurde vom Berliner Volksmund wegen ihrer starken Förderung des Berliner Kirchenbaus auch „Kirchenjuste“ genannt). Sie schenkte der Gemeinde eine prachtvoll eingebundene Altarbibel, die kurz vor Pfingsten 1980 gestohlen wurde.
Die Christuskirche erhielt als eine der ersten Kirchen eine elektrische Beleuchtung, ausgeführt von der in Oberschöneweide ansässigen AEG.
Ab 1926 ließ die Christuskirch-Gemeinde nach Plänen von Albert Eveking ein Gemeindehaus auf einem Grundstück auf der gegenüberliegenden Straßenseite bauen, das 1928 fertiggestellt werden konnte. Es ist ein dreigeschossiger Klinkerbau im Stil des Expressionismus.
Bereits am 30. März 1943 durch einen alliierten Luftangriff erheblich beschädigt, wurden bei den Endkämpfen des Zweiten Weltkriegs im April 1945 durch Granattreffer sämtliche Kirchenfenster zerstört, darunter wertvolle Bleiglasfenster. Von 1945 bis 1949 nutzte die sowjetische Kommandantur das Gemeindehaus für nicht-kirchliche Zwecke.

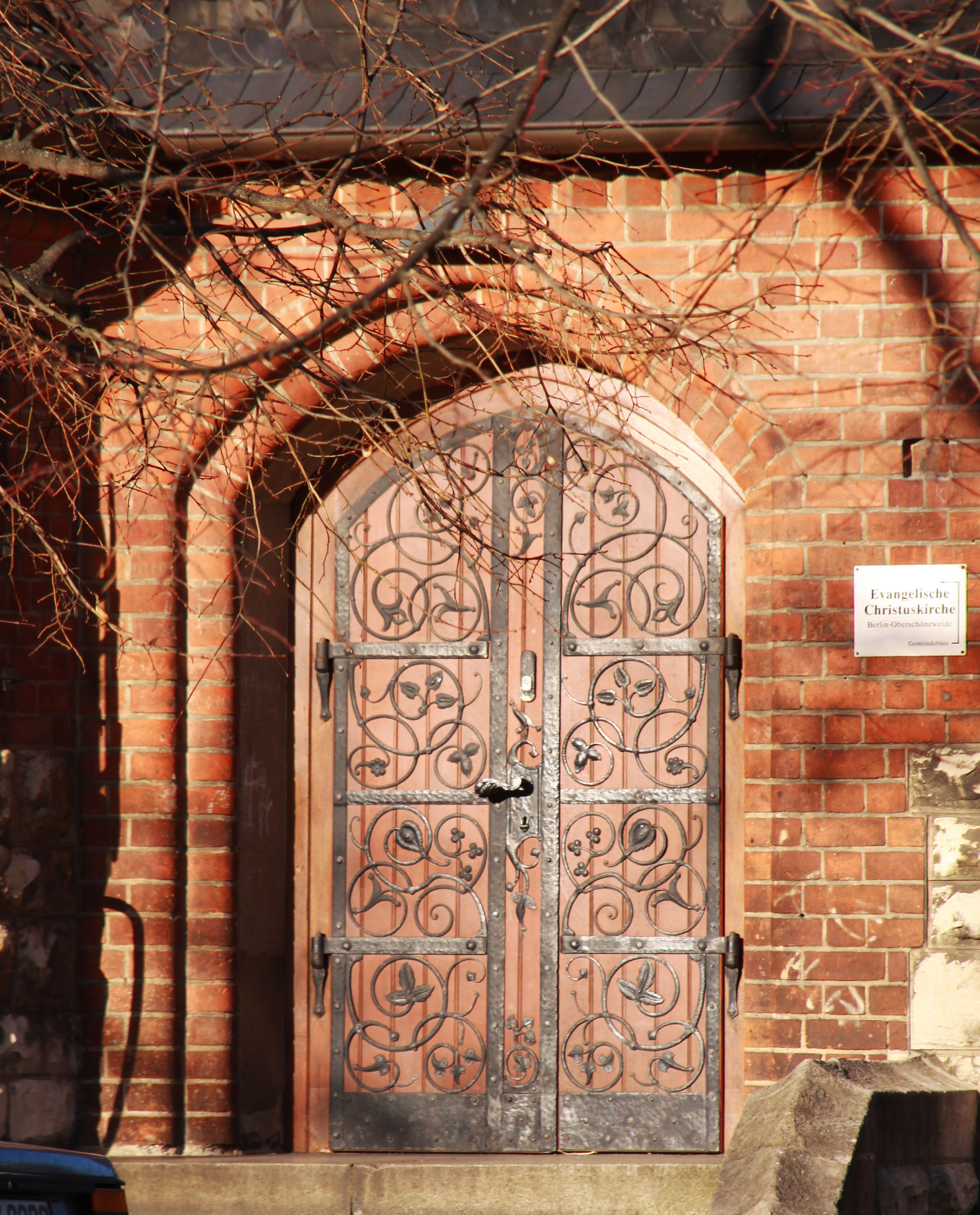
Eingangstür

Die Kirche erhielt nach dem Krieg neue, einfache Fenster und diente neben den Gottesdiensten ab 1959 aufgrund ihrer hervorragenden Akustik auch als Tonstudio. Für die Aufnahmen mit dem Berliner Sinfonie-Orchester erfolgten sogar diverse Umbauten im Inneren des Gebäudes. In der Bevölkerung hieß die Christuskirche deshalb auch „Schallplattenkirche“. Die hier aufgenommenen Schallplatten tragen den Vermerk „Studio Christuskirche“. Der Gemeinde fehlten die Finanzen, um in der DDR-Zeit notwendige Sanierungsarbeiten am Gebäude durchführen zu können. So entschieden die verbliebenen Christen 1988, die Kirche für christliche Zwecke ganz aufzugeben und sich ins Gemeindehaus zurückzuziehen. Der Sakralbau wurde nun ausschließlich dem Tonstudio des VEB Deutsche Schallplatten zur Verfügung gestellt und noch für diese Zwecke bis 2001 genutzt.
Die politische Wende eröffnete neue Möglichkeiten für die Kirchengemeinde. Sie entwickelte ein Konzept für die Wiederherstellung der Christuskirche als multifunktionales Zentrum für Oberschöneweide. Zunächst konnte die kleine Taufkapelle für Gottesdienste wieder genutzt werden. 2003/2004 konnte die Christuskirche mit einem Betrag von 1,16 Millionen Euro, bereitgestellt durch ein gemeinsames Förderprogramm von Kirche, Europäischer Union, Bund und dem Land Berlin umfassend saniert werden. Die neue Kirchenweihe wurde am 9. Mai 2004 vorgenommen. Schließlich erfolgte im Jahr 2006 auch die Restaurierung der Kanzel.
In der Kirche finden seit Beginn des 21. Jahrhunderts neben der Gemeindearbeit Ausstellungen, Konzerte und Lesungen statt. Seit 2005 erhalten bedürftige Menschen durch die von der Berliner Tafel e. V. initiierte Aktion Laib und Seele wöchentlich Lebensmittel in der Kirche.
Das Gemeindehaus an der Firlstraße Ecke Griechische Allee wurde 2006 bis auf die im Erdgeschoss verbliebene Kindertagesstätte aufgegeben.

## Architektur und Ausstattung der Kirche

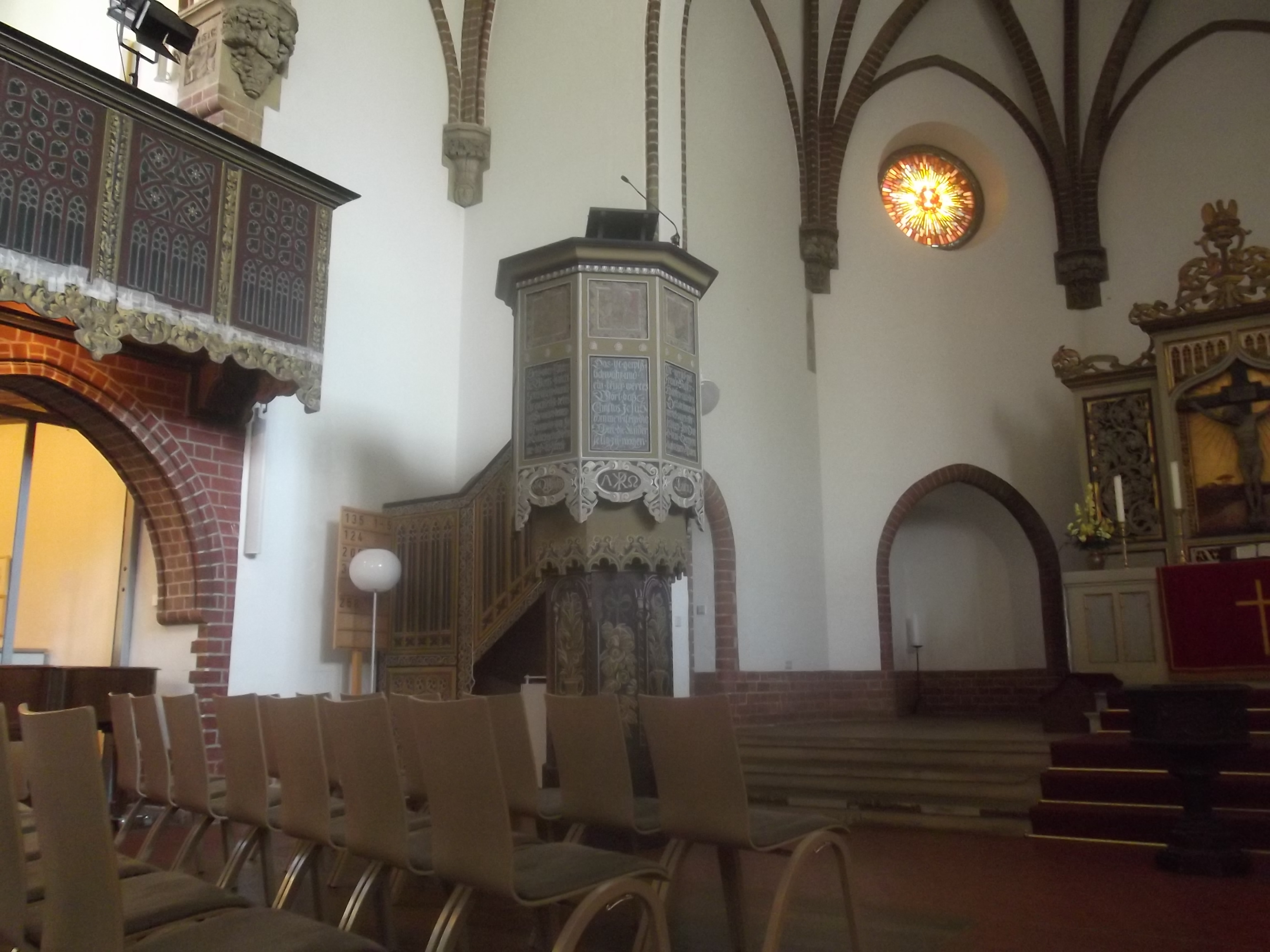
Kanzel, links davon linkes Seitenschiff im Querhaus mit Empore

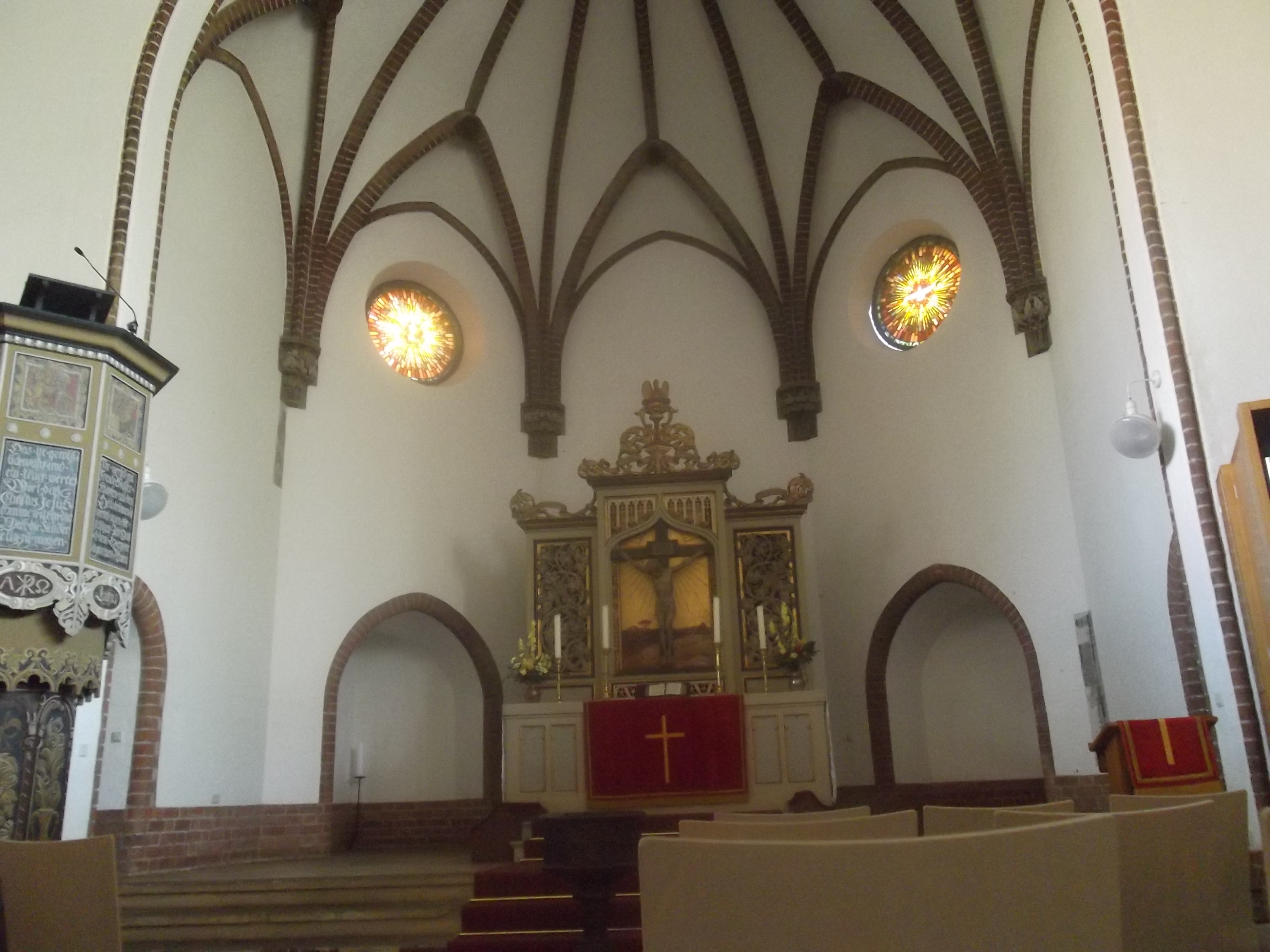
Altarraum

Der Kirchenbau ist im Wesentlichen im Stil der märkischen Backsteingotik gehalten und ein eklektisches Beispiel für den Übergang vom Historismus zur Heimatschutzarchitektur; Kalksteinquader für das Fundament nehmen den zeitgenössische Monumentalstil auf.
Die Gebäudeachse der Kirche liegt in Nordsüdrichtung mit einer polygonalen Apsis im Norden als Altarraum. Dem Grundriss hat die Form eine allerdings etwas gedrungenen lateinischen Kreuzes. Der Innenraum ist mit Kreuzrippengewölben gedeckt. Die Querhausarme sind etwa so breit wie das Hauptschiff und bilden für den Kirchenraum zweijochige Seitenschiffe, deren Gewölbe in gleicher Höhe ansetzen wie die des Mittelschiffs. Dadurch ist die Christuskirche eine Staffelhalle mit zwei Seitenschiffen von etwa halber Länge des Hauptschiffs (einschließlich Vierung). Das Hauptschiffsjoch in der Vierung ist kaum höher als die beiden Langhausjoche. Der Vierungsturm ist 56 m hoch, mit einem achtseitigen Helm, der von vier Türmchen flankiert wird. Am Südende der Kirche beherbergt eine halbrunde Apsis die Taufkapelle, heute als Winterkirche genutzt; flankiert wird sie von den Haupteingängen.
Als Baumaterial dienen Backsteine und Rüdersdorfer Kalksteinquader.

### Umbauten
Bei den zwischen 2003 und 2004 durchgeführten Sanierungsarbeiten wurden einige Umbauten vorgenommen. Unterhalb der westlichen Seitenempore entstand ein mittels einer Glaswand abgetrenntes Café. Unterhalb der östlichen Seitenempore wurde ein Gemeinderaum eingerichtet, der auch für Ausstellungen genutzt wird.

## Ausstattung
Die Innenausstattung erweckt durch eine bewusste Mischung von Stilformen einen historisch gewachsenen Eindruck. Altar und Empore sind weitgehend im Originalzustand erhalten. Die Gestaltung der Empore stammt im Wesentlichen von Gotthold Riegelmann (Sandstein-Konsolen) und Max Kutschmann (Emporenbrüstung und Orgelprospekt). Durch Kutschmann wurde auch der mittelalterlichen Flügelaltaren nachempfundene Altar bemalt. Im Mittelfeld ist der gekreuzigte Christus zu sehen, dessen Kreuz vor einer goldenen Landschaft steht. Das mittlere Giebelfeld wird bekrönt von einem Pelikan. Der Pelikan symbolisiert die Liebe Gottes und die Erlösung durch den Opfertod. Die Seitenflügel des Altars zeigen Rankwerk. Im Turm hängen drei klangstarke Stahlgussglocken, die bereits 1908 zur Kirchweihe läuteten. Die Inschriften stammen aus Psalm 84,12 ; Hebräer 13,8  und Psalm 144,15 .

## Orgeln

### Hauptorgel

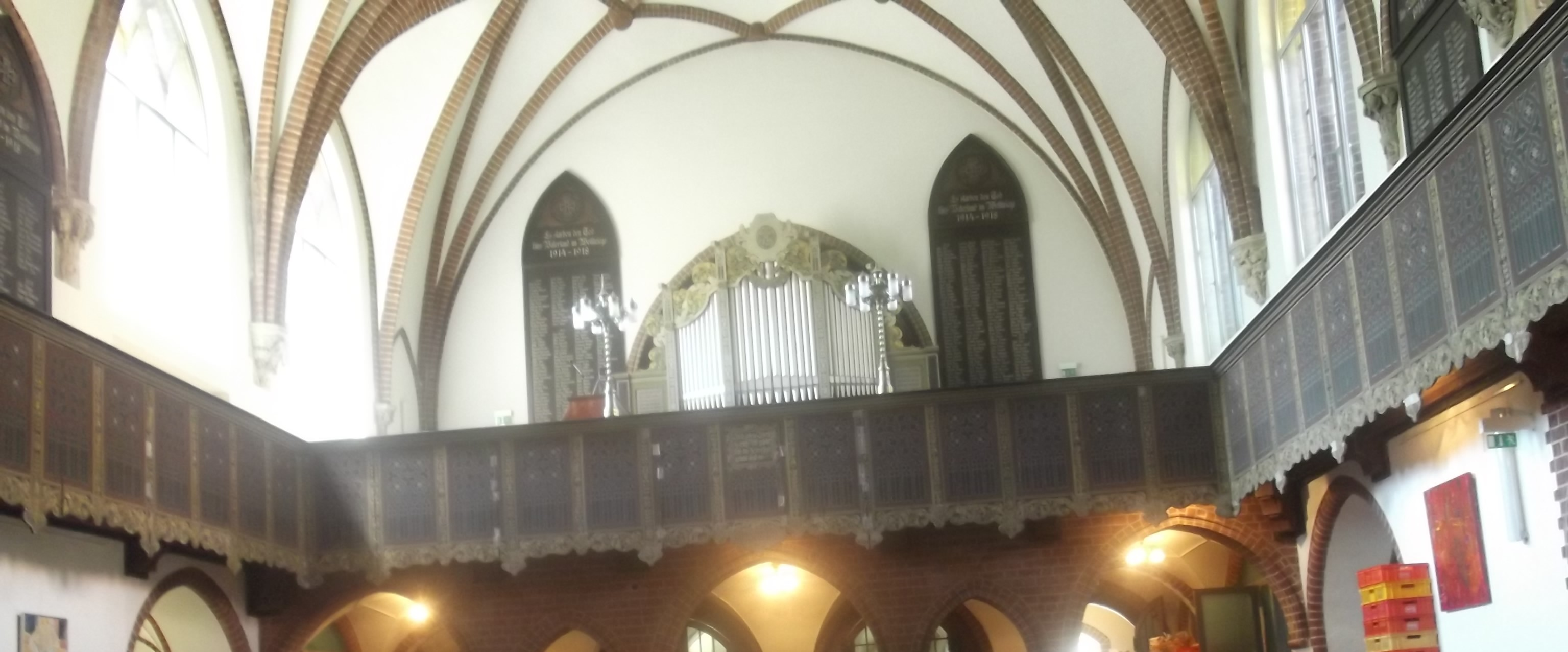
Südende des Langhauses mit Orgel

Die Hauptorgel der Christuskirche wurde 1908 von Wilhelm Sauer erbaut (II+P, 20 Register, pneumatische Kegelladen) und 1937 von der Firma G. F. Steinmeyer & Co. erweitert (Opus 1651: II+P, 27 Register, elektrische Kegel- und Taschenladen).
| I Hauptwerk C–f3 |            |        |
| 01.              | Bordun     | 16′    |
| 02.              | Prinzipal  | 08′    |
| 03.              | Gemshorn   | 08′    |
| 04.              | Rohrflöte  | 08′    |
| 05.              | Oktav      | 04′    |
| 06.              | Gedeckt    | 04′    |
| 07.              | Superoktav | 02′    |
| 08.              | Quinte     | 02 ⁄3′ |
| 09.              | Mixtur     | 01 ⁄3′ |
| 10.              | Trompete   | 08′    |

| II Schwellwerk C–f3 |                         |       |
| 11.                 | Gedeckt                 | 8′    |
| 12.                 | Salizional              | 8′    |
| 13.                 | Prinzipal               | 4′    |
| 14.                 | Blockflöte              | 4′    |
| 15.                 | Italienischer Prinzipal | 2′    |
| 16.                 | Sifflöte                | 1′    |
| 17.                 | Sesquialter             | 2 ⁄3′ |
| 18.                 | Superquinte             | 1 ⁄3′ |
| 19.                 | Cymbel                  | 1⁄2′  |
| 20.                 | Krummhorn               | 8′    |
|                     | Tremulant               |       |

| Pedal C–f1 |            |     |
| 21.        | Violon     | 16′ |
| 22.        | Subbass    | 16′ |
| 23.        | Offenbass  | 08′ |
| 24.        | Bassflöte  | 08′ |
| 25.        | Choralbass | 04′ |
| 26.        | Waldflöte  | 02′ |
| 27.        | Posaune    | 16′ |

- Koppeln: II/I, I/P, II/P
- Spielhilfen: Walze, Zungenabsteller, Tutti, zwei freie Kombinationen

### Chororgel
1988 erwarb die Gemeinde für das Gemeindehaus eine rein mechanische Schleifladenorgel, welche 1986 von der Firma Sauer erbaut wurde. Das Instrument wurde 2001 in den Altarraum transferiert und dient heute als Chororgel. Die Disposition lautet:
| Manual C–f3 |                |       |
| 1.          | Holzgedackt    | 8′    |
| 2.          | Prinzipal      | 4′    |
| 3.          | Rohrflöte      | 4′    |
| 4.          | Waldflöte      | 2′    |
| 5.          | Quinte         | 1 ⁄3′ |
| 6.          | Terzflöte      | 4⁄5′  |
| 7.          | Scharff III–IV |       |

| Pedal C–d1 |        |     |
| 8.         | Pommer | 16′ |

- Koppel: I/P (als Tritt)